# Luigi Mainolfi
Luigi Mainolfi (* 16. Februar 1948 in Rotondi) ist ein italienischer Bildhauer und Grafiker.

## Leben und Werk

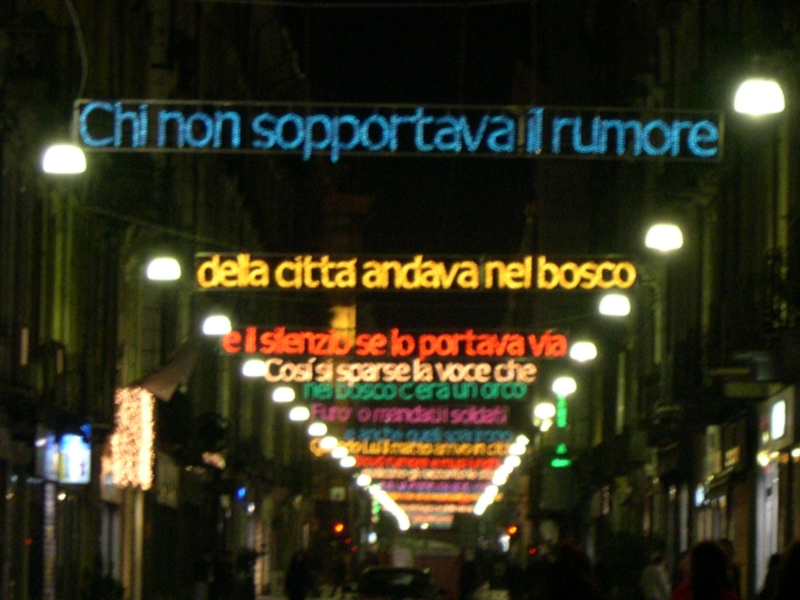
Luì e l’arte di andare nel bosco

Mainolfi wurde 1948 in Rotondi in Kampanien geboren. Er studierte an der Accademia di Belle Arti di Napoli und zog 1973 nach Turin in den Norden Italiens, wo mehrere Künstler der Arte Povera ansässig waren.
Luigi Mainolfis Skulpturen sind aus natürlichen Materialien wie Ton, Gips, Holz, Tuff, Bronze und Marmor. Einige Werke scheinen Wesen aus Märchen oder Mythen darzustellen.
Im Park des Museums für Zeitgenössische Kunst von Sapporo, Japan installiert Mainolfi die Werke Mainolfi swims in the water of Hokkaido und Columns of Sapporo.

## Ausstellungen (Auswahl)

### Einzelausstellungen
- 1982 Galerie Appel und Fertsch, Frankfurt

### Gruppenausstellungen
- 1982 documenta 7, Kassel
- 1982 At gauntlet und Lagoon 40. Biennale di Venezia, Venezia
- 1982 Le Basi di ciello Biennale von Paris, Paris
- 1981 Biennale von São Paulo, São Paulo[4]

### Skulpturengärten
- 1999 Fruchtbare Erde Il Giardino, Seggiano
- 1986 Campo del Sole, Tuoro sul Trasimeno, Kurator: Enrico Crispolti

## Auszeichnung
- Superior Prixe al 5th Henry Moore G.P, Japan